# مالك بن الريب (مسلسل)
مالك بن الريب هو مسلسل درامي تاريخي إسلامي شعري ملحمي وسيرة ذاتية من إنتاج المركز العربي للإنتاج الإعلامي-الأردن وتلفزيون قطر- قطر، المنتج التنفيذي عدنان العوامله و طلال العوامله، كتابة محمد لطفي، سيناريو وحوار صالح الشورة و جمال أبو حمدان، بطولة كل من ياسر المصري،  محمد الابراهيمي،  أشرف طلفاح،  أحمد العمري.
يتناول المسلسل قصة حياة مالك بن الريب في الحقبة التاريخية ما بين سنة 10 ال 60 هجري، ويسلّط الضوء على البيئة الاجتماعية والاقتصادية والثقافية والسياسية السائدة عند القبائل العربية في تلك الفترة، بالإضافة إلى  منظومة العادات والتقاليد التي كانت تحكم حياة هذه القبائل ومنها قبيلة تميم التي ينتمي إليها مالك.

## قصة المسلسل
يستعرض العمل حياة شاعر من بني تميم والمرحلة التاريخية التي عاشها وعاشتها قبيلته وقبائل العرب. تبدأ احداث المسلسل منذ ولادته حيث الفقر والقحط والجدب في تلك الفترة في قبيلته، فيضطر مالك للتصدي لذلك بسيفه فيغير على القوافل التجارية التي تعود إلى الاغنياء لتحصيل ما يمكن تحصيله وتقديمه للفقراء. يثير هذا التصرف الولاة والحكام عليه وعلى اصحابه، حتى اصبحوا مطاردين من قبلهم مما يضطره للهرب إلى بلاد فارس والمكوث فيها، وهناك يستعيد مالك شريط حياته التي أمضاها في صحراء تميم مع عصبته بالإغارة على القوافل، فتتسلل إلى قلبه نفحة إيمانية تدفعه للعدول عما كان عليه والتقرب أكثر إلى الله وبذل فروسيته في الجهاد في سبيله حيث ينضم إلى جيش الفتح الذي يقوده سعيد بن عثمان المتجه إلى بلاد خراسان.
و يحوي المسلسل أيضاً على بعض قصص الحب والعشق بين ثناياه، خاصة قصة حب مالك مع مية، إضافة إلى قصة الحب بين عتاب وزيد.

## بطولة
المسلسل من بطولة ياسر المصري، زهير النوباني ، محمد الإبراهيمي، أحمد العمري، نبيل المشيني، عاكف نجم، هشام هنيدي، نادرة عمران، مارغو حداد.

## الجوائز
حصل المسلسل على جائزة الجائزة الأولى في المهرجان العربي للإذاعة والتلفزيون والذي اقيم في مدينة الحمامات/ بتونس